# ووكمان
ووكمان أو سلسلة ووكمان زي هو مشغل موسيقى بنظام أندرويد من أنتاج شركة سوني. يتميز الجهاز بنظام تضخيم الصوت الرقمي الجديد «أس ماستر أم.إكس» الذي يقلل إلى حد كبير من الضجيج أثناء الاستماع إلى الموسيقى. كما يقدم مجموعة كاملة من تقنيات الصوت الواضح الخمسة، وهي: «أس ماستر أم.إكس» و«كلير باس»، و«كلير ستيريو»، و«محرك تحسين الصوت الرقمي»، بالإضافة إلى سماعات الرأس «إي.إكس». بإمكان الجهاز كذلك فرز وترتيب الملفات الموسيقية، كما يمكن للمستخدمين اختيار قناة الاستماع من بين 14 قناة بما يناسبهم، وهو مصمم بطريقة تتيح لنظام مكبرات الصوت إنتاج صوت واضح ونقي، مما يضمن التمتع بالاستماع إلى الموسيقى دون الحاجة إلى منصة لمكبرات الصوت. ياتي الجهاز بشاشة بقياس 4.3 بوصة من تعمل باللمس، ونبض بداخله معالج إنفيديا تيغرا2 ثنائي النواة بقوة غيغاهيرتز واحد، مع مساحة تخزين داخلية تصل إلى 16 غيغابايت.